# Sitio del Hexamilión
El sitio del Hexamilión de 1446 fue una ofensiva militar del sultán otomano Murad II contra el Despotado de Morea, gobernado por los hermanos bizantinos Constantino Paleólogo y Tomás Paleólogo. La campaña culminó con la destrucción del muro del Hexamilión, una importante línea defensiva que protegía el istmo de Corinto, y forzó a los déspotas a someterse nuevamente al dominio otomano.

## Antecedentes
Durante la década de 1440, Constantino Paleólogo, futuro emperador bizantino, había logrado una serie de éxitos militares en Grecia central, expandiendo el control del Despotado de Morea en territorios que los otomanos consideraban bajo su esfera de influencia. Estas acciones provocaron la reacción del sultán Murad II, quien decidió intervenir directamente para frenar el avance bizantino. En el otoño de 1446, Murad II reunió un gran ejército y marchó hacia el Peloponeso, acompañado por Nerio II Acciaioli, duque de Atenas y aliado otomano.

### El muro del Hexamilión

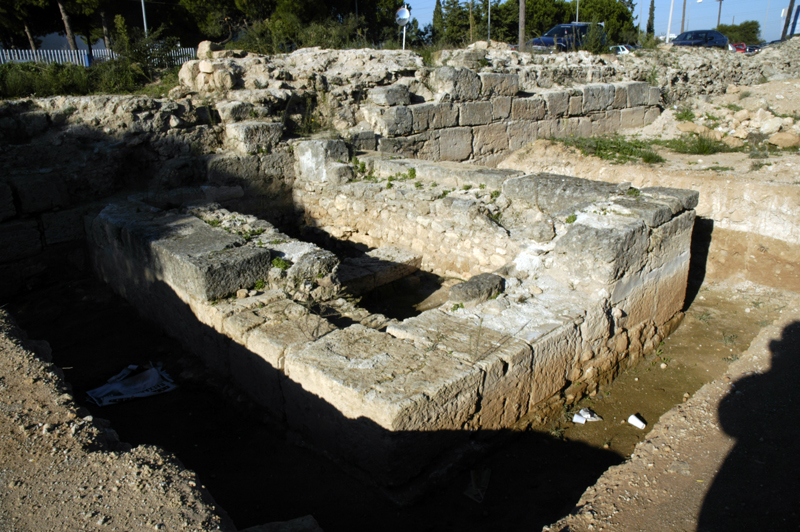
Una parte conservada de la muralla con la base de una torre.

El Hexamilión (en griego: Ἑξαμίλιον) era una muralla defensiva que se extendía aproximadamente seis millas (unos 9,7 km) a lo largo del istmo de Corinto, conectando el mar Egeo con el golfo de Corinto. Su propósito era impedir el paso de ejércitos invasores hacia el sur del Peloponeso. La muralla había sido reforzada y reconstruida por los Paleólogo en años recientes como parte de los esfuerzos defensivos bizantinos.

## Fuerzas enfrentadas
Las fuerzas otomanas reunidas por Murad II posiblemente sumaban hasta sesenta mil hombres, incluyendo infantería, caballería, artillería de sitio y zapadores. Por otro lado, las fuerzas bizantinas bajo Constantino y Tomás Paleólogo consistían en hasta veinte mil defensores, entre tropas bizantinas, albanesas y milicias locales.

## El sitio

Posición geográfica de la muralla de Hexamilion.

El ejército otomano llegó al Hexamilión el 27 de noviembre de 1446. A pesar de la inferioridad numérica, Constantino y Tomás decidieron resistir y concentraron todas sus tropas detrás de la muralla. Sin embargo, Murad II había traído cañones, y el uso de artillería moderna resultó decisivo. El 10 de diciembre, tras menos de dos semanas de combates, la muralla fue reducida a escombros. La mayoría de los defensores fueron muertos o capturados, mientras que Constantino y Tomás lograron escapar con dificultad. Después de la caída del muro, el comandante otomano Turahanoğlu Ömer Bey fue enviado al sur para saquear la región de Mistrá, capital del despotado, aunque sin lograr tomar la ciudad. Murad, por su parte, dirigió operaciones en el norte del Peloponeso.

## Consecuencias
Aunque Murad II no pretendía conquistar Morea en ese momento, la campaña tuvo un efecto devastador. El Peloponeso fue ampliamente saqueado y despoblado, con muchas localidades arrasadas. Como resultado de la derrota, Constantino y Tomás Paleólogo se vieron obligados a aceptar la soberanía del sultán, pagar tributo y prometer no reconstruir el Hexamilión. El despotado quedó debilitado militar y políticamente, completamente subordinado al Imperio otomano. La destrucción del Hexamilión también demostró la ineficacia de las fortificaciones tradicionales frente a la artillería moderna, y anticipó la caída definitiva del Despotado de Morea, ocurrida en 1460 durante la campaña de Mehmed II.